# Homalia bibrachiata
Homalia bibrachiata là một loài Rêu trong họ Neckeraceae. Loài này được (Müll. Hal.) Geh. miêu tả khoa học đầu tiên năm 1889.